# Рубіжанська міська територіальна громада
Рубіжанська міська територіальна громада — територіальна громада в Україні, у Сіверськодонецькому районі Луганської області, з адміністративним центром в місті Рубіжне.

## Загальна іеформація
Площа громади — 406,2 кв. км, населення — 60 514, з них: міське — 56 785, сільське — 3 729 (2020).

## Населені пункти
До складу громади входять місто Рубіжне та села Булгаківка, Варварівка, Голубівка, Затишне, Климівка, Крутеньке, Кудряшівка, Михайлівка, Півневе, Пристине, Прогрес, Скаргівка, Шевченко.

## Історія
Утворена в 2020 році шляхом об'єднання Рубіжанської міської ради та Булгаківської, Варварівської, Голубівської, Кудряшівської, Михайлівської ліквідованих сільських рад Кремінського району.